# Gastrotheca stictopleura
Gastrotheca stictopleura és una espècie de granota de la família Amphignathodontidae. És endèmica del Perú. El seu hàbitat natural inclou montans tropicals o subtropicals secs, aiguamolls d'aigua dolça, corrents intermitents d'aigua dolça, terres de pastures, jardins rurals, zones prèviament boscoses ara molt degradades i estanys. Està amenaçada d'extinció per la pèrdua del seu hàbitat natural.